# 傅嘉年
傅嘉年（1849年—？），福建建寧府建安縣（今福建省建甌縣）人，清朝政治人物、進士出身。
光緒六年，登進士，分部學習。后任工部學習主。光緒十六年，記名總理衙門章京，補總理衙門章京。后免補主事以本部員外郎遇缺即補。光緒二十七年，任工部都水司郎中、外務部考工司郎中。光緒三十二年，任湖北安襄鄖荊道。